# Amphilochus maronis
Amphilochus maronis är en kräftdjursart. Amphilochus maronis ingår i släktet Amphilochus och familjen Amphilochidae. Inga underarter finns listade i Catalogue of Life.